# Octonoba sybotides
Espèce
Synonymes
- Uloborus sybotides Bösenberg & Strand, 1906

Octonoba sybotides est une espèce d'araignées aranéomorphes de la famille des Uloboridae.

## Distribution
Cette espèce se rencontre au Japon, en Chine et en Corée du Sud.

## Description
Le mâle mesure 3 mm et la femelle 5 mm.

## Publication originale
- Bösenberg & Strand, 1906 : Japanische Spinnen. Abhandlungen der Senckenbergischen Naturforschenden Gesellschaft, vol. 30, p. 93-422 (texte intégral).